# Kantongerecht Haarlemmermeer
Het kantongerecht Haarlemmermeer was van 1877 tot 1934 een van de kantongerechten in Nederland. Het gerecht was gevestigd in een gebouw uit 1911, ontworpen door Willem Cornelis Metzelaar.

## Het kanton
In 1877 werd het aantal kantongerechten in Nederland fors ingekrompen. Vrijwel altijd betekende dat het opheffen van kantons die bij een aangrenzend kanton werden gevoegd. Slechts in een enkel geval werd gekozen voor een nieuwe zetel. Haarlemmermeer was een van die zeldzame gevallen. Het nieuwe kanton ontstond uit delen van de opgeheven kantons Noordwijk en Nieuwer-Amstel. In eerste instantie was Lisse gedacht als zetel, maar uiteindelijk koos de Tweede Kamer voor Haarlemmermeer.
Het kanton omvatte bij de oprichting de gemeenten:Haarlemmermeer, Aalsmeer, Alkemade, Hillegom, Leimuiden en Lisse. Bij de opheffing in 1934 werden Alkemade en Leimuiden ingedeeld in het kanton Leiden, terwijl de overige gemeenten naar Haarlem gingen. In 1955 werd Hoofddorp overigens een nevenzittingsplaats voor Haarlem

## Het gebouw
Het gerechtsgebouw werd gebouwd in 1911 en in gebruik genomen in januari 1912. Het bestaat uit twee bouwlagen met een afgeplat tentdak, van zwarte pannen. Het pand is opgetrokken in rode baksteen, waarin een aantal banden van gele baksteen zijn aangebracht. Aan beide zijden bevindt zich een uitbouw waarin zich de ingang naar het gerecht en naar de portierswoning bevinden. De voorgevel is verdeeld in een risalerende middenpartij en twee zijpartijen. De middenpartij is verdeeld in drie vensters, een breder middenvenster en twee smalle zijvensters. De zijpartijen hebben een venster.
Het gebouw aan de Raadhuislaan in Hoofddorp is in 1999 aangewezen als rijksmonument.